# 살인병기
《살인병기》(영어: Puncture Wounds 또는 A Certain Justice)는 미국에서 제작된 조르조 세라피니, 제임스 코인 감독의 2014년 액션 영화이다. 컹 리, 돌프 룬드그렌, 비니 존스, 브리아나 에비긴 등이 출연하였다.

## 출연
- 컹 리
- 돌프 룬드그렌
- 비니 존스
- 브리아나 에비긴
- 지아니 커팔디
- 제임스 C. 번스
- 숀 오브라이언
- 로버트 러사도
- 조너선 코월스키